# Cio
Cio é a estação de acasalamento de certos mamíferos, que inclui ruminantes como veados, ovelhas, camelos, cabras, pronghorns, bisontes, girafas e antílopes, e se estende a outros, como gambás e elefantes. A rotina é caracterizada nos machos por um aumento na testosterona, dimorfismos sexuais exagerados, aumento da agressividade e aumento do interesse nas fêmeas. Os machos da espécie podem marcar-se com lama, sofrer alterações fisiológicas ou realizar exibições características, a fim de se tornarem visualmente mais atraentes para as fêmeas.  Os machos também usam o olfato para atrair as fêmeas para acasalar usando secreções das glândulas e imersão em sua própria urina.  Os cervos também deixarão sua própria marca de cheiro pessoal ao urinar pelas próprias pernas com a urina encharcando o cabelo que cobre suas glândulas tarsais. Os veados machos fazem isso com mais frequência durante a época de reprodução.
Durante a rotina (conhecida como o período de rutting e no manejo de ovelhas domésticas como tupping), os machos muitas vezes esfregam seus chifres ou chifres em árvores ou arbustos, lutam uns com os outros, chafurdam em lama ou poeira, auto unção e fêmeas de estro de rebanho juntas. Essas exibições tornam o macho conspícuo e auxiliam na seleção do parceiro.
O sulco em muitas espécies é desencadeado por dias mais curtos. Para diferentes espécies, o momento do cio depende da duração do período de gestação, geralmente ocorrendo para que os filhotes nasçam na primavera. Isso ocorre logo após o surgimento de um novo crescimento verde, fornecendo alimento para as fêmeas, permitindo que elas forneçam leite para os filhotes, e quando as temperaturas são quentes o suficiente para reduzir o risco de os filhotes se tornarem hipotérmicos.